# Nowy Targ Fabryczny
Nowy Targ Fabryczny – zlikwidowany przystanek kolejowy w Nowym Targu w województwie małopolskim.

## Historia
Przystanek kolejowy został zbudowany dla pracowników kombinatu obuwniczego, został oficjalnie oddany do użytku  28 września 1957. Wybudowano piętrowy dworzec kolejowy w stylu zakopiańskim. W 1988 roku pociągi pasażerskie zostały zawieszone. Linia kolejowa została zlikwidowana w 1992 roku. Na szlaku kolejowym poprowadzono drogę rowerową. Po likwidacji szlaku dworzec jest pozbawiony opieki i zdewastowany.